# World Dirtnap
World Dirtnap är en EP med det norska black metal-bandet Orcustus. EP:n utgavs som 7" vinylskiva (33⅓ rpm) år 2003 av skivbolaget Southern Lord Records.

## Låtlista
Sida A
1. "Death Becomes You" (Taipan) – 4:15

Sida B
1. "World Dirtnap" (Asgeir B./Taipan/Tormentor) – 5:41

## Medverkande
Musiker (Orcustus-medlemmar)
- Taipan (Christer Jensen) – sång
- Dirge Rep (Per Husebø) – trummor
- Infernus (Roger Tiegs) – basgitarr
- Tormentor (Bjørn Olav Telnes) – gitarr

Produktion
- Orcustus – producent
- Ivar Peersen – producent
- Alex 'Evil Tordivel' – mastering
- Taipan – text, musik
- Asgeir B. – text